# Trinidadiaanse hockeyploeg (mannen)
De  hockeyploeg van Trinidad en Tobago  voor mannen is de nationale ploeg die Trinidad en Tobago vertegenwoordigt tijdens interlands in het hockey.
Het team kon zich tweemaal kwalificeren voor een internationaal kampioenschap: op het  Pan-Amerikaans kampioenschap hockey van 2004 in London eindigden ze op de vierde plaats. Negen jaar, in 2013, werden ze derde.

## Erelijst hockeyploeg van Trinidad en Tobago
| Jaar | Champions Trophy | Pan-Amerikaans kampioenschap | Olympische Spelen | Wereldkampioenschap | Hockey World League Hockey Pro League |
| ---- | ---------------- | ---------------------------- | ----------------- | ------------------- | ------------------------------------- |
| 1964 |                  |                              | geen deelname     |                     |                                       |
| 1968 |                  |                              | geen deelname     |                     |                                       |
| 1970 |                  |                              |                   |                     |                                       |
| 1971 |                  |                              |                   | geen deelname       |                                       |
| 1972 |                  |                              | geen deelname     |                     |                                       |
| 1973 |                  |                              |                   | geen deelname       |                                       |
| 1974 |                  |                              |                   |                     |                                       |
| 1975 |                  |                              |                   | geen deelname       |                                       |
| 1976 |                  |                              | geen deelname     |                     |                                       |
| 1978 | geen deelname    |                              |                   | geen deelname       |                                       |
| 1980 | geen deelname    |                              | geen deelname     |                     |                                       |
| 1981 | geen deelname    |                              |                   |                     |                                       |
| 1982 | geen deelname    |                              |                   | geen deelname       |                                       |
| 1983 | geen deelname    |                              |                   |                     |                                       |
| 1984 | geen deelname    |                              | geen deelname     |                     |                                       |
| 1985 | geen deelname    |                              |                   |                     |                                       |
| 1986 | geen deelname    |                              |                   | geen deelname       |                                       |
| 1987 | geen deelname    |                              |                   |                     |                                       |
| 1988 | geen deelname    |                              | geen deelname     |                     |                                       |
| 1989 | geen deelname    |                              |                   |                     |                                       |
| 1990 | geen deelname    |                              |                   | geen deelname       |                                       |
| 1991 | geen deelname    |                              |                   |                     |                                       |
| 1992 | geen deelname    |                              | geen deelname     |                     |                                       |
| 1993 | geen deelname    |                              |                   |                     |                                       |
| 1994 | geen deelname    |                              |                   | geen deelname       |                                       |
| 1995 | geen deelname    |                              |                   |                     |                                       |
| 1996 | geen deelname    |                              | geen deelname     |                     |                                       |
| 1997 | geen deelname    |                              |                   |                     |                                       |
| 1998 | geen deelname    |                              |                   | geen deelname       |                                       |
| 1999 | geen deelname    |                              |                   |                     |                                       |
| 2000 | geen deelname    | geen deelname                | geen deelname     |                     |                                       |
| 2001 | geen deelname    |                              |                   |                     |                                       |
| 2002 | geen deelname    |                              |                   | geen deelname       |                                       |
| 2003 | geen deelname    |                              |                   |                     |                                       |
| 2004 | geen deelname    | 4e PA 2004 London            | geen deelname     |                     |                                       |
| 2005 | geen deelname    |                              |                   |                     |                                       |
| 2006 | geen deelname    |                              |                   | geen deelname       |                                       |
| 2007 | geen deelname    |                              |                   |                     |                                       |
| 2008 | geen deelname    |                              | geen deelname     |                     |                                       |
| 2009 | geen deelname    | geen deelname                |                   |                     |                                       |
| 2010 | geen deelname    |                              |                   | geen deelname       |                                       |
| 2011 | geen deelname    |                              |                   |                     |                                       |
| 2012 | geen deelname    |                              | geen deelname     |                     |                                       |
| 2013 |                  | PA 2013 Brampton             |                   |                     | 26e HWL 2012-13                       |
| 2014 | geen deelname    |                              |                   | geen deelname       |                                       |
| 2015 |                  |                              |                   |                     | 34e HWL 2014-15                       |
| 2016 | geen deelname    |                              | geen deelname     |                     |                                       |
| 2017 |                  | 4e PA 2017 Lancaster         |                   |                     | 26e HWL 2016-17                       |
| 2018 | geen deelname    |                              |                   | geen deelname       |                                       |
| 2019 |                  |                              |                   |                     | geen deelname                         |
| 2021 |                  |                              | geen deelname     |                     | geen deelname                         |
| 2022 |                  | 7e PA 2022 Santiago          |                   |                     | geen deelname                         |
| 2023 |                  |                              |                   | geen deelname       | geen deelname                         |
| 2024 |                  |                              | geen deelname     |                     | geen deelname                         |